# Los Naranjos (Málaga)
Los Naranjos es un barrio perteneciente al distrito Ciudad Jardín de la ciudad de Málaga, España. Según la delimitación oficial del ayuntamiento, limita al norte con el barrio de Parque del Sur; al este, con los barrios de Monte Dorado y Pinares de Olletas; al sur, con el barrio de Las Flores; y al oeste con el barrio de Ciudad Jardín.

## Transporte
En autobús queda conectado mediante las siguientes líneas de la EMT: 
| Línea | Trayecto                                   | Recorrido | Frecuencia    |
| ----- | ------------------------------------------ | --------- | ------------- |
| 1     | Parque del Sur - Avda. Europa (San Andrés) | Recorrido | 8-9 minutos   |
| 26    | Alameda Principal - Alegría de la Huerta   | Recorrido | 15 minutos    |
| 30    | Alameda Principal - Mangas Verdes          | Recorrido | 45-50 minutos |
| N2    | Plaza de la Marina - Circular              | Recorrido | 50-55 minutos |